# Lift Off
Lift Off – piosenka amerykańskich raperów Jaya-Z i Kanye Westa, nagrana z gościnnym udziałem Beyoncé Knowles. Utwór został napisany przez Kanye Westa, Shawna Cartera, Jeffa Bhaskera, Pharrella Williamsa, Petera Hernandeza oraz Seala Samuela, zaś za jego produkcję odpowiadali West, Bhasker, Mike Dean, Q-Tip, Pharrell i Don Jazzy. Początkowo spekulowano, że piosenka zostanie wydana jako główny singel z albumu Jaya-Z i Westa Watch the Throne; media podawały ponadto, jakoby gościnnie w utworze udzielać miał się dodatkowo Bruno Mars. Jednakże Mars był jedynie jednym z autorów utworu, zaś sam „Lift Off” 23 sierpnia 2011 roku miał premierę jako trzeci singel z płyty.
Pod względem muzycznym, „Lift Off” jest utworem popowym, w którym wyraźnie słyszalne są dźwięki barokowych instrumentów strunowych. Podczas gdy zwrotki zawierają rap Jaya-Z i Kanye Westa, refren utworu śpiewany jest przez Knowles. „Lift Off” uzyskał w większości pozytywne oraz zróżnicowane oceny od krytyków, którzy chwalili jego muzyczny motyw przewodni, a także wokal Beyoncé.

## Tło i kompozycja

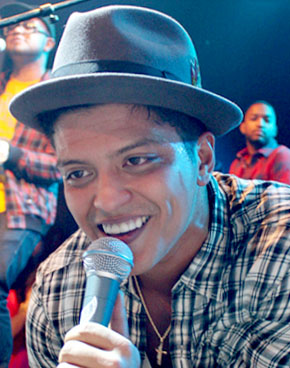
Bruno Mars (na zdjęciu) był współtwórcą utworu „Lift Off”

„Lift Off” został napisany przez Kanye Westa, Shawna Cartera, Jeffa Bhaskera, Pharrella Williamsa, Petera Hernandeza oraz Seala Samuela, zaś za jego produkcję odpowiadali West, Bhasker, Mike Dean, Q-Tip, Pharrell i Don Jazzy. Piosenka została zarejestrowana w studio nagraniowym w Sydney, w Australii. Na początku maja 2011 roku w mediach pojawiły się pogłoski, jakoby oprócz Beyoncé, również Bruno Mars miał pojawić się gościnnie na „Lift Off”; spekulowano ponadto, że właśnie ten utwór będzie pierwszym i głównym singlem z albumu Watch the Throne. Jednakże Mars ostatecznie nie udziela się wokalnie na „Lift Off”, pozostając jedynie współproducentem tejże piosenki.
„Lift Off” jest utworem popowym, w którym wyraźnie słyszalne są dźwięki barokowych instrumentów strunowych. Podczas gdy zwrotki zawierają rap Jaya-Z i Kanye Westa, refren piosenki śpiewany jest przez Beyoncé Knowles. Ważną rolę w procesach nagrywania ścieżki odegrały syntezatory; w niektórych fragmentach utworu głos Westa został wsparty przez auto-tune. Gdy Knowles śpiewa: „We gon’ take it to the moon / Take it to the stars”, w tle brzmią odgłosy bębnów. To właśnie ona rozpoczyna utwór; następnie pierwszą zwrotkę wykonuje West, łącząc w niej rap z melodycznym śpiewem. Jay-Z kontynuuje utwór kolejną zwrotką, a piosenka kończy się odliczaniem charakterystycznym dla startów promów kosmicznych.
Seal Samuel jest autorem pobocznego wokalu w utworze, który, według Jona Caramanica z dziennika The New York Times, jest „niemożliwy do odnotowania”. Jeff Weiss z The Hollywood Reporter wyróżnił, że „Lift Off” „sampluje stare nagrania NASA”, a także pochwalił Kanye za jego „elastyczny wokal”. Simon Price z The Independent dostrzegł wpływy neurofunku na kompozycję „Lift Off”. Z kolei internetowa strona dziennika The Guardian porównała użycie syntezatorów w „Lift Off” do utworu „The Final Countdown” (1986) szwedzkiego zespołu Europe.

## Wydanie
„Lift Off” został wysłany do amerykańskich stacji radiowych 23 sierpnia 2011 roku. W rezultacie piosenka zyskała dużą popularność w serwie Twitter, a także na innych społecznościowych stronach internetowych.

## Przyjęcie
„Lift Off” uzyskał w większości pozytywne oraz zróżnicowane oceny od krytyków. Strona internetowa AllHipHop pochwaliła utwór, uznając go za „epicki hymn, który trafia do słuchacza już od pierwszych akordów w postaci ciężkich dźwięków syntezatorów”. Matthew Cole z magazynu internetowego Slant także skomplementował piosenkę, uznając ją za „najlepszy pokaz umiejętności Westa od czasu 'Encore'”. Następnie dodał, że wokal Kanye szybko jednak „zostaje zagłuszony przez odgłos startującego promu kosmicznego, który będzie brzmiał niesamowicie w waszych samochodach, o ile nie spowoduje, że od natężenia subwooferów nie popękają wam szyby”. Internetowa strona dziennika The Guardian określiła „Lift Off” mianem „fantastycznego”. Robert Copsey z Digital Spy również pochwalił utwór, umieszczając go na liście ścieżek z Watch the Throne, które warto nabyć.
David Amidon z PopMatters pochwalił refren piosenki, jednak napisał, że „Lift Off” prezentuje „najbardziej ckliwą i płaczliwą stronę Jaya-Z” od czasu jego utworu „Pray” z albumu American Gangster (2006). Jason Lipshutz z magazynu Billboard uznał „Lift Off” za jeden z najmocniejszych punktów Watch the Throne. Reprezentująca tę samą publikację Erika Ramirez stwierdziła, że „Lift Off” wywołuje u niej pewnego rodzaju zagubienie, jednak mimo to, jest jedną z tych ścieżek, na których wykonanie czeka najbardziej podczas trasy koncertowej Watch the Throne. Jeff Weiss z The Hollywood Reporter napisał, że „Lift Off” „z pewnością nie jest tak Glee-owski jak „Empire State of Mind”.
Z drugiej strony, Andy Hutchins z The Village Voice ocenił, że „«Lift Off» nie jest hitem”, podsumowując: „Beyoncé dominuje, Kanye brzmi, jakby włożył w tę ścieżkę zaledwie połowę ze swoich możliwości, a obecność Jaya-Z ogranicza się do czterech wersów, z których jeden stanowi odniesienie do Dale’a Earnhardta.” Andy Kellman z AllMusic uznał, że „«Lift Off», czyli pompatyczny bałagan, jest najsłabszym i najbardziej zagmatwanym punktem albumu”. Tyrone S. Reid z Seattle Post-Intelligencer stwierdził, że „Lift Off”, mimo wkładu Knowles, pozostał wielkim rozczarowaniem. Z kolei Kyle Anderson z Entertainment Weekly napisał, że to właśnie „potężny wokal Beyoncé uratował piosenkę”.

## Pozycje na listach
| Lista (2011)                         | Najwyższa pozycja |
| ------------------------------------ | ----------------- |
| Australian Singles Chart             | 81                |
| South Korea Gaon International Chart | 1                 |
| UK R&B Chart                         | 15                |
| UK Singles Chart                     | 48                |